# هنرهای باهمستان

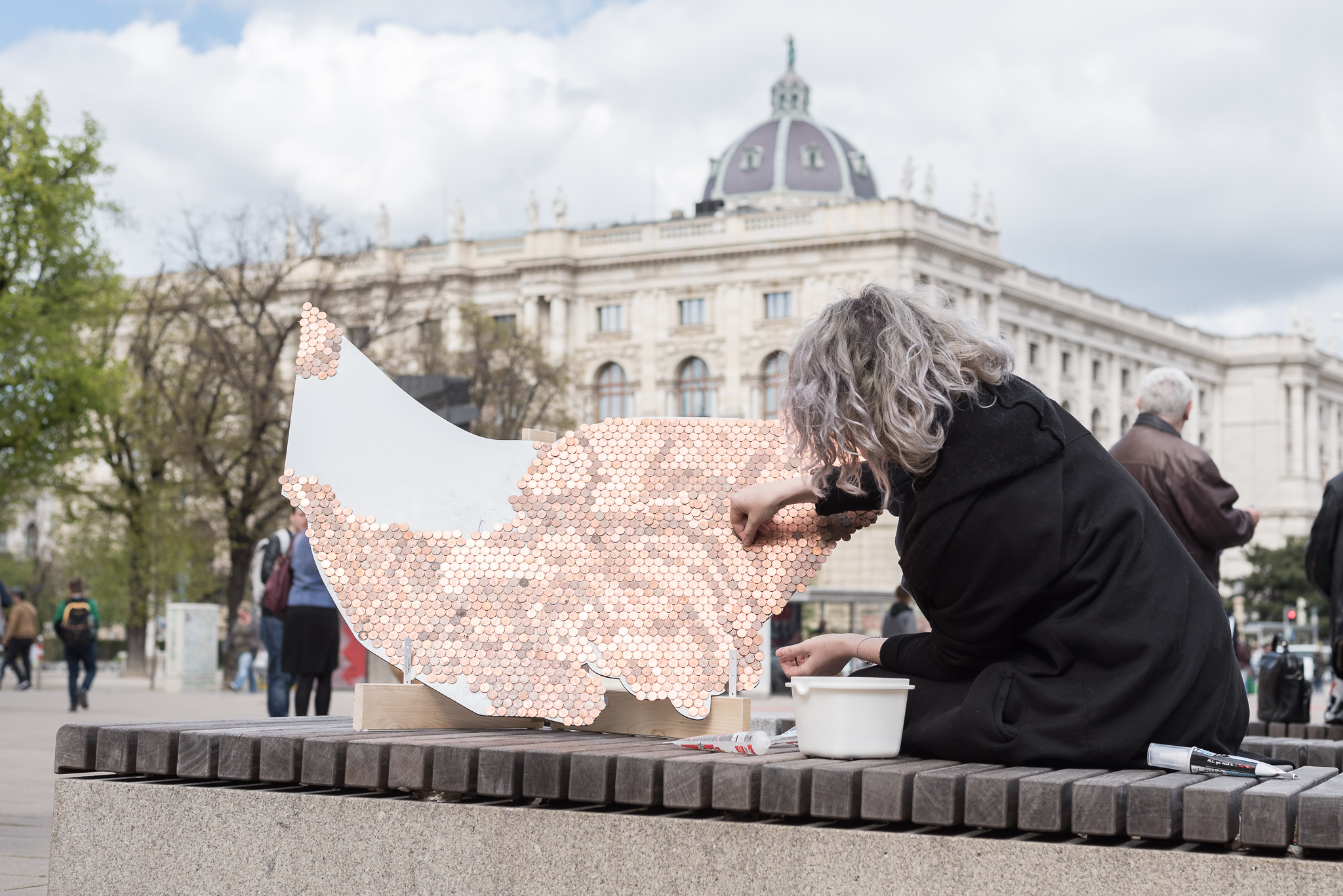
هنر معاصر در وین

هنرهای باهمستان (انگلیسی: Community arts) یا هنرهای برپایه باهمستان، به فعالیت‌هایی هنری گفته می‌شود که به دست یک باهمستان و جمعی از مردم (با هر گرایشی) انجام می‌شود. آثار این گونه، می‌تواند هر رسانه هنری را دربربگیرد و مشخصه اصلی آن، هم‌کنش، اثر متقابل و گفتگو در باهمستان است. اغلب، هنرمندان حرفه‌ای هم با مردمی که (برعکس آن‌ها) درگیر هنر نیستند، همراهی می‌کنند. این مفهوم در اواخر دهه ۱۹۶۰ میلادی وضع شد و جنبشی را پی‌ریزی کرد که در آمریکا، کانادا، بریتانیا، ایرلند و استرالیا پا گرفته است. در اسکاندیناوی، این مفهوم بیشتر به معنای هنر معاصر است. 